# Lexikon české literatury
Lexikon české literatury. Osobnosti, díla, instituce (LČL) je nejrozsáhlejší český literární slovník obsahující hesla o „individuálních činitelích literárního vývoje“, tedy o autorech, časopisech, almanaších, sbornících, literárních sdruženích, nakladatelstvích a anonymních dílech převážně česky psané literatury od jejích církevněslovanských počátků do současnosti. Vznikl jako kolektivní čtyřdílné dílo na půdě Ústavu pro českou a světovou literaturu Československé akademie věd, resp. Ústavu pro českou literaturu Akademie věd České republiky od počátku 70. let 20. století do roku 2008 (vydané v letech 1985–2008). Celkem obsahuje 3487 textových hesel (2824 osobních, 663 věcných).

## Časový rozsah a heslář
Lexikon považuje za základ literaturu „pro celou historickou rozlohu literaturu z našeho hlediska uměleckou, psanou česky a neomezenou ani obsahově /…/, ani čtenářským určením“.
Do hesláře Lexikonu jsou zařazeny „spisovatelské osobnosti“, které debutovaly minimálně dvěma knižními tituly před rokem 1945. Ve starší (do poloviny 18. století) a obrozenské literatuře rozhodovalo „podstatnější uplatnění osobnosti v dobovém literárním procesu“. Vedle toho Lexikon obsahuje i četná hesla překladatelů, literárních historiků, teoretiků a kritiků, kteří se zabývali česky psanou literaturou. Zastoupena jsou i hesla autorů dětské literatury, dramat, divadelních textů, filmových a rozhlasových scénářů, pokud tuto tvorbu knižně publikovali.
V Dodatcích k Lexikonu 1–3, které jsou součástí posledního svazku čtvrtého dílu, jsou uveřejněna i některá kumulativní žánrová hesla staročeské a raně novověké literatury. V předmluvě ke čtvrtému dílu jsou rovněž upřesněna a zdůvodněna některá kritéria výběru hesláře, považována v této době již za nedostatečná (např. v literatuře 17. a 18. století, jinojazyčné literatury).

## Jazykové vymezení
Autoři slovenského původu píšící česky byli zahrnuti pouze v případě, že jejich díla vyšla v českých zemích, resp. se považovali za součást české literatury. Ani literatura českých zemí psaná německy nebyla „vzhledem k úzu a nedostatečnému stavu poznání“ zahrnuta. Heuristická nedostatečnost rovněž neumožnila větší zohlednění česky psané menšinové literatury.

## Struktura hesel
Hesla autorek a autorů obsahují biografickou část, shrnující ověřené informace o jejich životě a dalších tvůrčích aktivitách a výkladovou pasáž s charakteristikou tvorby na příkladu nejvýznamnějších děl uveřejněných časopisecky, knižně či ve výjimečných případech dochovaných v rukopise. Ve strukturované bibliografii jsou registrovány pseudonymy a šifry užívané autorem, přehled novin, časopisů, sborníků a almanachů s publikovanými příspěvky, dále knižně vydané tituly, edice a bibliografie sekundární literatury (monografie, časopisecké příspěvky). Hesla nejsou primárně zaměřena badatelsky, usilují většinou shrnout dosavadní znalosti na základě odborné literatury.
U předmětových hesel jsou v první části hesla popsány personální, časové a místní kontexty jednotlivých „individuálních činitelů literárního vývoje“. Další části hesel jsou svým zaměřením totožné s hesly autorskými.
Excerpovaná sekundární literatura byla uzavřena u jednotlivých dílů několik let před jejich knižním vydáním, u čtvrtého dílu rokem 2005. Jednotlivé díly obsahují rozsáhlé rejstříky jmen a rejstřík anonymních děl starší literatury, čtvrtý díl navíc doplňky a opravy v datech a místech.

## Autorský kolektiv
Hesla zpracovávaly celkem tři generace zaměstnanců Ústavu pro českou a světovou literaturu ČSAV, resp. Ústavu pro českou literaturu AV ČR a široký okruh spolupracovníků z jiných akademických i univerzitních pracovišť v českých zemích a Rakousku. Často se jednalo o přední odborníky (Aleš Haman, Přemysl Blažíček, Jiří Opelík), jimž byla jiná badatelská práce citelně ztížena. Projekt vznikal již od počátku sedmdesátých let za složitých podmínek daných situací v oboru v době tzv. normalizace, za podpory tehdejšího vedoucího oddělení dějin české literatury a lexikografie Vladimíra Forsta. Až na jedinou výjimku – heslo literárního kritika, pedagoga a překladatele Václava Černého – se podařilo první svazek Lexikonu vydat včetně hesel autorů, kteří byli politicky proskribováni po únoru 1948 i srpnu 1968, byť za cenu redukce bibliografického soupisu a částečného přepracování původního znění (Jan Čep). Zmiňované heslo Václav Černý je součástí Dodatků k Lexikonu 1, přiřazených na konci dílu druhého.

## Seznam svazků
- Lexikon české literatury. Osobnosti, díla, instituce 1, A–G. Zpracoval autorský a redakční kolektiv, vedoucí redaktor Vladimír Forst. Praha: Academia 1985. 2. vyd. Praha: Academia 2000 (dotisk).
- Lexikon české literatury. Osobnosti, díla, instituce 2, H–L. Svazek I, H–J. Zpracoval autorský a redakční kolektiv, vedoucí redaktor Vladimír Forst. Praha: Academia 1993.
- Lexikon české literatury. Osobnosti, díla, instituce 2, H–L. Svazek II, K-L. Zpracoval autorský a redakční kolektiv, vedoucí redaktor Vladimír Forst. Praha: Academia 1993.
- Lexikon české literatury. Osobnosti, díla, instituce 3, M–Ř. Svazek I, M–O. Zpracoval autorský a redakční kolektiv, vedoucí redaktor Jiří Opelík. Praha: Academia 2000.
- Lexikon české literatury. Osobnosti, díla, instituce 3, M–Ř. Svazek II, P–Ř. Zpracoval autorský a redakční kolektiv, vedoucí redaktor Jiří Opelík. Praha: Academia 2000.
- Lexikon české literatury. Osobnosti, díla, instituce 4 S–Ž, dodatky k LČL 1–3, A–Ř. Svazek I, S–T. Zpracoval autorský a redakční kolektiv, vedoucí redaktor Luboš Merhaut. Praha. Academia 2008.
- Lexikon české literatury. Osobnosti, díla, instituce 4, S-Ž, dodatky k LČL 1–3, A–Ř. Svazek II, U–Ž. Dodatky A–Ř. Zpracoval autorský a redakční kolektiv, vedoucí redaktor Luboš Merhaut. Praha: Academia 2008.

Zamýšlené pokračování Lexikonu české literatury pro nové tisíciletí po dokončení čtvrtého dílu, tj. doplňování bibliografie, rozšíření hesláře, přepracování starších hesel a elektronické zpřístupnění, se na přelomu let 2009–2010 stalo předmětem odborného a posléze i veřejného sporu redakce, ředitele Ústavu pro českou literaturu AV ČR a tamní Rady pracoviště. V důsledku personálních obměn a autorskoprávních vztahů v Ústavu již nebylo realizováno.
První tři díly vyšly rovněž na CD-ROM (Lexikon české literatury [elektronický zdroj]: nejrozsáhlejší interaktivní encyklopedie české literatury od jejích počátků až do nové doby. Praha: Infinity 1999). Archiv redakce Lexikonu české literatury je deponován v Masarykově ústavu a Archivu Akademie věd České republiky v.v.i.